# Tamaguert
Tamaguert (تمݣرت en arabe) est une commune rurale de la province d'Al Haouz, dans la région de Marrakech-Safi, au Maroc. Elle ne dispose pas de centre urbain. Son chef-lieu s'agit de la localité de Taguert.
La commune rurale de Tamaguert est située dans le caïdat de Touama, lui-même situé au sein du cercle de Touama. 

## Historique
La création de la commune de Tamaguert a lieu en 1992, dans le cadre d'un découpage territoriale qu'a connu le royaume. 
Avant le dernier décret datant de 2010, relatif à l'organisation territorial de la province d'Al Haouz, la commune de Tamaguert se trouvait dans le caïdat de Touama, au sein du cercle d'Aït Ourir. À partir de 2010, Tamaguert est intégrée dans le nouveau cercle de Touama.

## Démographie
Elle a connu, de 1994 à 2004 (années des derniers recensements), une baisse de population, passant de 10 347 à 10 325 habitants.

## Administration et politique
La commune de Tamaguert dispose d'un centre de santé communal dans son chef-lieu : la localité de Taguert, et d'un dispensaire rural dans le douar d'Agoujgal.